# Jay Stacy
Jay Stacy, född den 9 augusti 1968 i Melbourne, Australien, är en australisk landhockeyspelare.
Han tog OS-silver i herrarnas landhockeyturnering i samband med de olympiska landhockeytävlingarna 1992 i Barcelona.
Han tog OS-brons i herrarnas landhockeyturnering i samband med de olympiska landhockeytävlingarna 1996 i Atlanta.
Därefter tog han OS-brons igen i samma gren i samband med de olympiska landhockeytävlingarna 2000 i Sydney.